# Демоны любви
«Демоны любви» — второй сольный альбом Александра Кутикова, записанный в 2009 году. Альбом записан в Швеции на студии «Sputnik Studio», сведение и мастеринг были сделаны на студии «Abbey Road» в Англии.

## История создания
Промежуток между первым сольником Кутикова «Танцы на крыше» и вторым, «Демоны любви», занял 20 лет. Работа над альбомом заняла год, а автором музыки 13 песен выступил сам Кутиков. Что касается текстов, то в некоторых из них Кутиков выступил только соавтором: авторами стали Карен Кавалерян, Владимир Ткаченко из группы «Ундервуд» и Денис Майданов.

## Список композиций
1. «Наливай» (Александр Кутиков / Карен Кавалерян)
2. «Новый Пилигрим» (Александр Кутиков / Карен Кавалерян)
3. «Снег» (Александр Кутиков / Александр Кутиков и Владимир Ткаченко)
4. «Больше, чем сон» (Александр Кутиков / Владимир Ткаченко)
5. «Демоны Любви» (Александр Кутиков / Александр Кутиков и Владимир Ткаченко)
6. «Знаки на песке» (Александр Кутиков / Карен Кавалерян)
7. «Зодиак» (Александр Кутиков / Владимир Ткаченко)
8. «Одиссей» (Александр Кутиков / Александр Кутиков и Владимир Ткаченко)
9. «Улица» (Александр Кутиков / Карен Кавалерян)
10. «Твоя Любовь» (Александр Кутиков / Денис Майданов)
11. «О чём небо плачет» (Александр Кутиков / Карен Кавалерян)
12. «Лондон» (Александр Кутиков / Карен Кавалерян)
13. «Завтра, как всегда, придёт» (Александр Кутиков / Карен Кавалерян)

## Участники записи
«Rocking Babooshkas»
- Вокал, акустическая гитара, электроакустическая гитара — Александр Кутиков
- Барабаны и перкуссия — Christer Jansson
- Бас-гитара, контрабас — Andreas Unge
- Электрические и акустические гитары — Sebastian Nylund
- Пианино, орган В-3, синтезаторы — Jesper Nordenstrom
- Труба — Goran Kaifes
- Саксофоны, кларнет — Per Johansson
- Скрипичные инструменты — ансамбль солистов «Abbey Road» Studio
- Струнные аранжировки — Энди Райт (Англия)
- Аранжировка песен — группа «Нюанс» и Александр Кутиков
- Запись альбома: «Sputnik Studio» (Стокгольм, Швеция)
- Инженер звукозаписи: Martin von Schmalensee, Daniel Pherson
- Сведение: «Abbey Road» Studio (Лондон, Англия)
- Звукорежиссёр: Gavin Goldberg, Александр Кутиков
- Мастеринг: «Abbey Road» Studio (Лондон, Англия)
- Звукорежиссёр: Geoff Pesche
- Редакция Pro Tools: «Полифон» студия (Москва)
- Звукорежиссёр: Самвел Оганесян
- Продюсер альбома — Александр Кутиков
- Исполнительные продюсеры — Леонид Гуткин, Владимир Матецкий
- Фото — Екатерина А. Кутикова
- Дизайн — Наталья Васильева